# Port lotniczy Sabadell
Port lotniczy Sabadell (kat. Aeroport de Sabadell, hiszp. Aeropuerto de Sabadell, kod IATA: QSA, kod ICAO: LELL) – lotnisko w pobliżu miasta Sabadell, 20 km od Barcelony w Hiszpanii. 70% działalności tego lotniska jest poświęcona szkoleniom pilotów (samoloty i śmigłowce), pozostałe 30% służy prywatnym lotom oraz lotom pokazowym. Lotnisko nie obsługuje regularnego ruchu pasażerskiego.